# Бойрен (Есслінген)
Бойрен (нім. Beuren) — громада в Німеччині, знаходиться в землі Баден-Вюртемберг. Підпорядковується адміністративному округу Штутгарт. Входить до складу району Есслінген.
Площа — 11,69 км2. Населення становить 3679 ос. (станом на 31 грудня 2020).